# Seibu Cup Soccer
Seibu Cup Soccer (conosciuto anche con il nome Olympic Soccer '92 o con il nome del bootleg Goal! '92) è un videogioco di calcio prodotto nel 1991 e pubblicato nel 1992 dalla Seibu Kaihatsu.
In Nord America venne distribuito dalla Fabtek.
Pur non presentando grandi innovazioni a livello di gameplay rispetto ad alcuni popolari titoli realizzati in precedenza o lo stesso anno come Euro League e Super Sidekicks, questo gioco ha riscosso un discreto successo in Europa grazie a degli sprite piacevoli e fluidi e in generale allo "Zeitgeist" dei videogiochi di calcio nei primi anni novanta.
Interessanti la presenza (probabilmente per la prima volta in un gioco arcade) di un supertiro e il fatto che ogni nazionale è rappresentata da un capitano esteticamente ispirato ad un reale calciatore di quella nazionalità.

## Modalità di gioco
La giocabilità non si discosta di molto da quella dei precedenti giochi di calcio sulla piazza: due pulsanti, uno per effettuare un tiro diretto che segue perfettamente l'orientamento del giocatore, un secondo pulsante che in base al tempo di pressione dello stesso è possibile effettuare passaggi bassi e brevi oppure lanci alti e lunghi; in fase di non possesso palla con il primo pulsante si effettua una scivolata e con il secondo si colpisce di testa in elevazione (in questo può facilmente ricordare Euro League), e se si preme il primo pulsante mentre si è in elevazione si effettua uno spettacolare calcio volante.
Si può facilmente rubare palla ad un avversario anche solo impattando contro lo stesso; è possibile effettuare semirovesciate calciando un passaggio alto di prima.
I giocatori di una squadra sono esteticamente tutti identici a parte il capitano (riconoscibile anche per il diverso colore dei calzettoni), che ha qualità proprie quali maggior capacità di corsa e tiro, la possibilità di calciare in rovesciata sia al volo che alzandosi la palla in palleggio.
C'è la possibilità di effettuare il Dynamite Kick, un supertiro che viene ottenuto come bonus dal giocatore che ha realizzato l'ultima rete; necessita di un po' di tempo per il caricamento dello stesso; tale tiro è imparabile per il portiere avversario se quest'ultimo è costretto a tuffarsi per fermarlo.
Il portiere della squadra del giocatore è manuale e viene attivato quando è presente nella parte del campo visibile.
Le squadre selezionabili sono otto, differenti tra di loro per il modulo adottato, e dopo aver sconfitto le altre sette si gioca un ultimo incontro speciale contro la God, squadra in divisa nera il cui capitano ricorda esteticamente Pelé.
La difficoltà è crescente per ogni livello e prende forma con l'incremento della velocità degli avversari di partita in partita.
In caso di parità è necessario un nuovo credito per continuare la partita, ma a quel punto è possibile scegliere se voler rigiocare il match oppure se voler concludere l'incontro ai rigori.

## Squadre selezionabili

### Goal! '92 (Versione Occidentale)
Francia (capitano ispirato da Michel Platini)
 Spagna (capitano ispirato da Emilio Butragueño)
 Inghilterra (capitano ispirato da Paul Gascoigne)
 Argentina (capitano ispirato da Diego Maradona)
 Brasile (capitano ispirato da Dunga)
 Germania (capitano ispirato da Rudi Voeller)
 Paesi Bassi (capitano ispirato da Frank Rijkaard)
 Italia (capitano ispirato da Salvatore Schillaci)

### Seibu Cup Soccer (Versione Asiatica)
Stati Uniti d'America (capitano ispirato da Eric Wynalda)
 Giappone (capitano ispirato da Tetsuji Hashiratani)
 Inghilterra (capitano ispirato da Paul Gascoigne)
 Argentina (capitano ispirato da Diego Maradona)
 Brasile (capitano ispirato da Careca)
 Germania (capitano ispirato da Rudi Voeller)
 Corea del Sud (capitano ispirato da Kim Joo-Sung)
 Italia (capitano ispirato da Salvatore Schillaci)

## Curiosità
- Una tecnica molto gettonata per calciare il Dynamite Kick attendendo indisturbati la fine del caricamento del tiro stesso era quella di correre con la palla al piede verso la propria porta: in questo modo i giocatori avversari diminuiscono progressivamente il pressing nei confronti del portatore di palla, e la distanza dalla porta avversaria non crea un handicap per il supertiro in quanto arriva comunque fino alla fine del campo, i giocatori avversari non possono opporsi al tiro e il portiere avversario si muove solamente all'ultimo momento, ed anzi la vicinanza alla propria porta rende facile il posizionarsi per indirizzare il tiro in un angolo della porta; l'unico problema è che il tiro parte radente e progressivamente si alza, sicché c'è la possibilità che, se calciato da troppa distanza, la palla impatti contro la traversa.
- "Argentina" è erroneamente scritta "Algentina".
- A bordo campo sono presenti diversi tabelloni pubblicitari che recano nomi storpiati di aziende realmente esistenti, tra queste Alitalia, Budweiser, Fujifilm, Coca Cola, Mars, Canon, M&M's e Philips. Alcuni striscioni posti sugli spalti della gradinata superiore dello stadio presentano iscrizioni in un italiano maccheronico, probabilmente nell'intento di emulare gli striscioni degli stadi italiani che al tempo presentavano un campionato ai vertici del calcio europeo, come "Club Azzurro", "Italiana Club", "Nerazzurra" e "Club Napori".
- Misteriosamente se un tiro impatta contro un legno della porta avversaria e la palla esce (molto possibile se tal tiro è un Dynamite Kick) la rimessa laterale viene assegnata alla squadra che ha effettuato il tiro.
- Come in quasi tutti i videogiochi di calcio arcade che hanno preceduto titoli come Premier Soccer, Super Sidekicks 2 e Virtua Striker non sono presenti le divise di riserva, causando un cambio forzato dei colori delle divise rispetto a quelli reali: come da cliché la Germania è verde (la reale divisa di riserva), la Francia è bianca con i calzoncini azzurri (anche in questo caso la reale divisa di riserva) mentre il Giappone è bianco con i calzoncini rossi (divisa presente anche in  Super Sidekicks); potrebbero creare confusione proprio Giappone, Inghilterra e Francia tra di loro, in quanto tutte e tre hanno una divisa bianca e varia solamente il colore dei calzoncini (nell'ordine rossi, blu scuro e azzurri).
- Tra un incontro e l'altro si accede temporaneamente ad una schermata di riepilogo delle vittorie con una fotografia reale come sfondo; in uno degli sfondi si riconosce chiaramente Gianluca Pagliuca.
- Il bootleg Goal! '92 è stato realizzato su un hardware differente rispetto all'originale e presenta diverse varianti che oggettivamente ne fanno un prodotto peggiore: gli sprite sono infatti molto meno fluidi rispetto a Seibu Cup Soccer e il controllo del portiere appare più difficoltoso, inoltre le BGM e in generale gli effetti sonori sono completamente diversi rispetto a quelli originali e buona parte di questi sono stati prelevati in ripping da videogiochi di aziende rivali, come Tecmo World Cup '90 della Tecmo.